# Manoir de la Coquerie
Le manoir de la Coquerie est une ancienne demeure fortifiée, probablement du XVe siècle, remaniée au XVIIe siècle, qui se dresse sur le territoire de l'ancienne commune française de Querqueville, dans le département de la Manche, en région Normandie. La demeure est partiellement inscrite au titre des monuments historiques.

## Localisation
Le manoir de la Coquerie, propriété de la ville, est situé à 600 mètres au sud de l'église Notre-Dame de Querqueville, et à 300 mètres à l'ouest du château-mairie, au sein de la commune nouvelle de Cherbourg-en-Cotentin, dans le département français de la Manche.

## Historique
Son nom proviendrait de celui de son premier propriétaire et peut-être constructeur, Robert III le Coq, cité en 1502.
Vers 1601 vit, dans la région de Cherbourg, un certain David Le Chibellier, sieur de la Cocquerie, et d'après Françoise Lamotte qui en 1980 a étudié ce manoir, suppose que le manoir faisait partie des biens relevant du fief et du château de Querqueville.
Il est probable que le manoir remplace un bâtiment plus ancien qui aurait été fortement endommagé ou détruit lors d'un débarquement, en 1522, de troupes anglaises à Landemer.

## Description
Le manoir de la Coquerie, mentionné sur la carte de Cassini, se présente sous l'aspect d'une grosse ferme carrée du XVIe siècle, remaniée à différentes époques, notamment aux XVIe et XVIIe siècles. Ses bâtiments, bâtis en schiste et grès du pays et avec des encadrements d'ouverture, droits ou cintrés en calcaire, s'ordonnent autour d'une cour fermée rectangulaire.
On accède à la cour, côté nord-est, par un haut portail en plein cintre, couronné d'un boudin et surmonté d'un attique avec une pierre armoriée martelée, au-dessus d'une corniche à denticules ; complété d'une porte piétonne rectangulaire encadrée de gros blocs de granit appareillés avec soin. Ces deux accès étant séparés par l'arrière de la chapelle. À noter, dans cette partie de l'enceinte la présence de deux piliers bien droit en moellons, avec base taillées, mais dépourvus de chapiteau encadrant un arc de décharge qui témoignent des transformations et remaniements successifs.
Une puissante tour cylindrique, découronnée et non restaurée, percée d'une meurtrière occupe l'angle est du manoir.

### La maison manable
La maison manable, située au fond de la cour, arbore au centre un escalier extérieur qui mène à la porte de style Renaissance surmontée d'un fronton triangulaire sommé d'une boule et encadrée de deux pilastres de style toscan. Les portes sont à linteau droit ou cintré, et le logis s'éclaire par des fenêtres à meneaux, dont un grand nombre présente des meneaux droits.

### La chapelle
La chapelle, accolée au mur d'enceinte, voit sa face sud-est, côté cour, étayée par deux puissants contreforts encadrant une porte renaissance en pierre calcaire se détachant nettement du fond du mur construit en pierres plates en grès, de formes et de couleurs variées. L'ouverture cintrée, surmontée d'un entablement dépourvu de décoration, surmonté d'un fronton triangulaire, est bordée de deux pilastres à colonnes plates cannelées surmontées de deux chapiteaux corinthiens. Au-dessus, le mur pignon avec son petit clocher pointu, est percé d'une petite fenêtre cintrée.

### Les communs
Les communs dont les toitures ont été refaites à neuf, et ont conservé l'ancienne charterie à triples arcades, sont aménagés en salle de réunion.
Un puits extérieur est également conservé.

## Protection
Les façades et toitures du manoir, des communs et de la chapelle ; le porche d'entrée ; les quatre cheminées sont inscrits au titre des monuments historiques par arrêté du 18 avril 1973.